# Julien Dupré

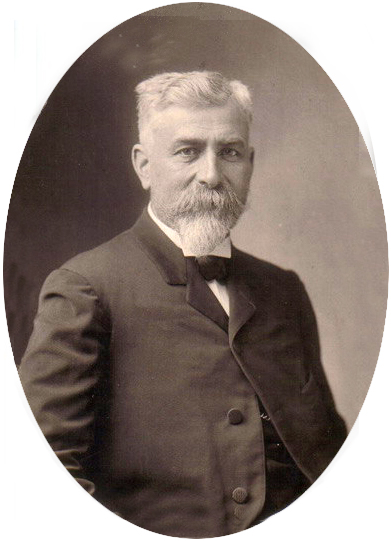
Julien Dupré in seinen späten Jahren

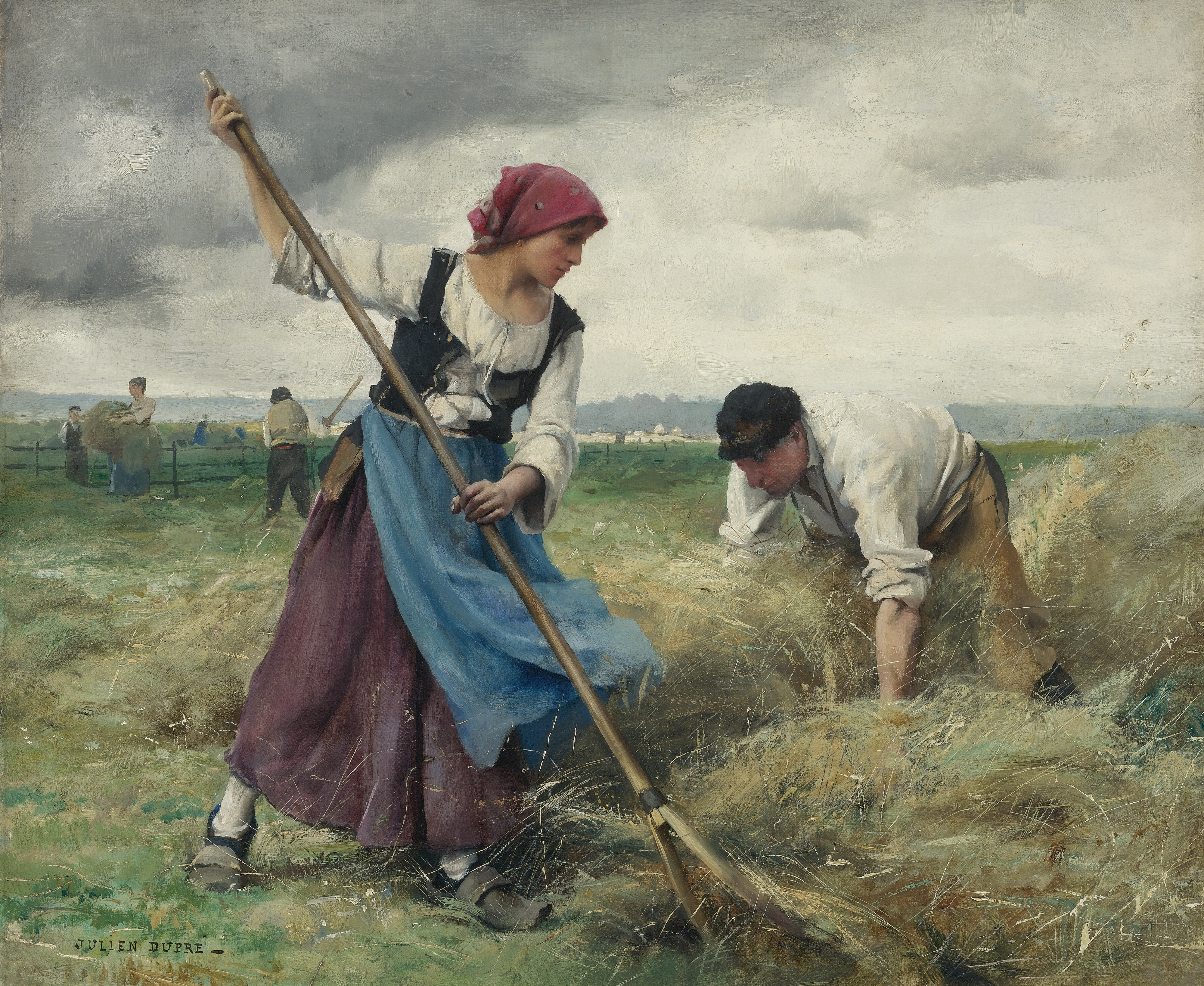
Die Ernte

Julien Dupré (* 18. März 1851  in Paris; † 16. April 1910 ebenda) war ein französischer Genremaler.

## Leben und Werk
Dupré war der Sohn des Juweliers Jean-Marie Pierre Dupré und dessen Ehefrau Marie-Madeleine Pauline Célinie Bouillé, deren Familiengeschäft er erben und weiterführen sollte. Nach dem Deutsch-Französischen Krieg von 1870 und der einhergehenden Schließung des Ladens besuchte er Abendkurse an der École nationale supérieure des arts décoratifs. Danach studierte er an der Pariser Akademie der bildenden Künste bei Isidore Pils (1813–1875) und Henri Lehmann (1814–1882). Mitte der 1870er Jahre reiste er in die Picardie, wo er im Jahre 1876 Schüler seines Stiefvaters Désiré François Laugée (1823–1896) wurde, dessen Tochter Marie Eléonore Françoise er später heiratete.
Julien Dupré malte hauptsächlich Szenen aus dem Leben der Bauern in der Normandie und der Bretagne im Stile von Jean-François Millet und Jules Breton. Er zählte zu den besten Tiermalern seiner Zeit. Dupré stellte seine Werke auf den Pariser Salons aus, erhielt eine Goldmedaille auf der Weltausstellung Paris 1889 und wurde 1892 in die Ehrenlegion aufgenommen. Seine Bilder wurden in den Vereinigten Staaten hoch geschätzt und befinden sich in den Sammlungen einiger amerikanischer Museen.